# 혼다 S660
혼다 S660(Honda S660)은 혼다 기연 공업의 경형 로드스터이다.
혼다 비트의 후속 모델로 출시했다.

## 기타
대한민국에서는 한 차주에 의해 가짜 대한민국식 경찰차로 위장하여 안 좋은 의미로 화제가 되었었다. 문짝을 자세히 보면 '경찰 POLICE'가 아닌 '경차 PLEASE'로 적혀있는 모습이다.